# Estadio King Zwelithini
King Zwelithini Stadium es un estadio de usos múltiples en Umlazi, un suburbio de Durban, Sudáfrica.
Actualmente se utiliza principalmente para partidos de fútbol y se estableció inicialmente como un campo de entrenamiento para los equipos que participan en la Copa Mundial de la FIFA 2010, después de haber sido renovado en 2010 y llevado a los estándares de la FIFA.
Sin embargo, dado que los equipos estarían residiendo en el norte de Durban, se decidió que el estadio estaba demasiado lejos para las sesiones de práctica.
La capacidad del estadio se expandió de 5.000 a 10.000 como un legado duradero de la Copa del Mundo.
El estadio lleva el nombre del rey Goodwill Zwelithini kaBhekuzulu.
Es utilizado como sede de algunos partidos de la Copa COSAFA 2019 disputada en Sudáfrica.